# Тралл
Тралл — раб або кріпак у скандинавських землях за доби вікінгів. Статус раба (þræll, þēow) контрастує з тим, що робить вільна людина (karl, ceorl) і шляхтич (jarl, eorl).

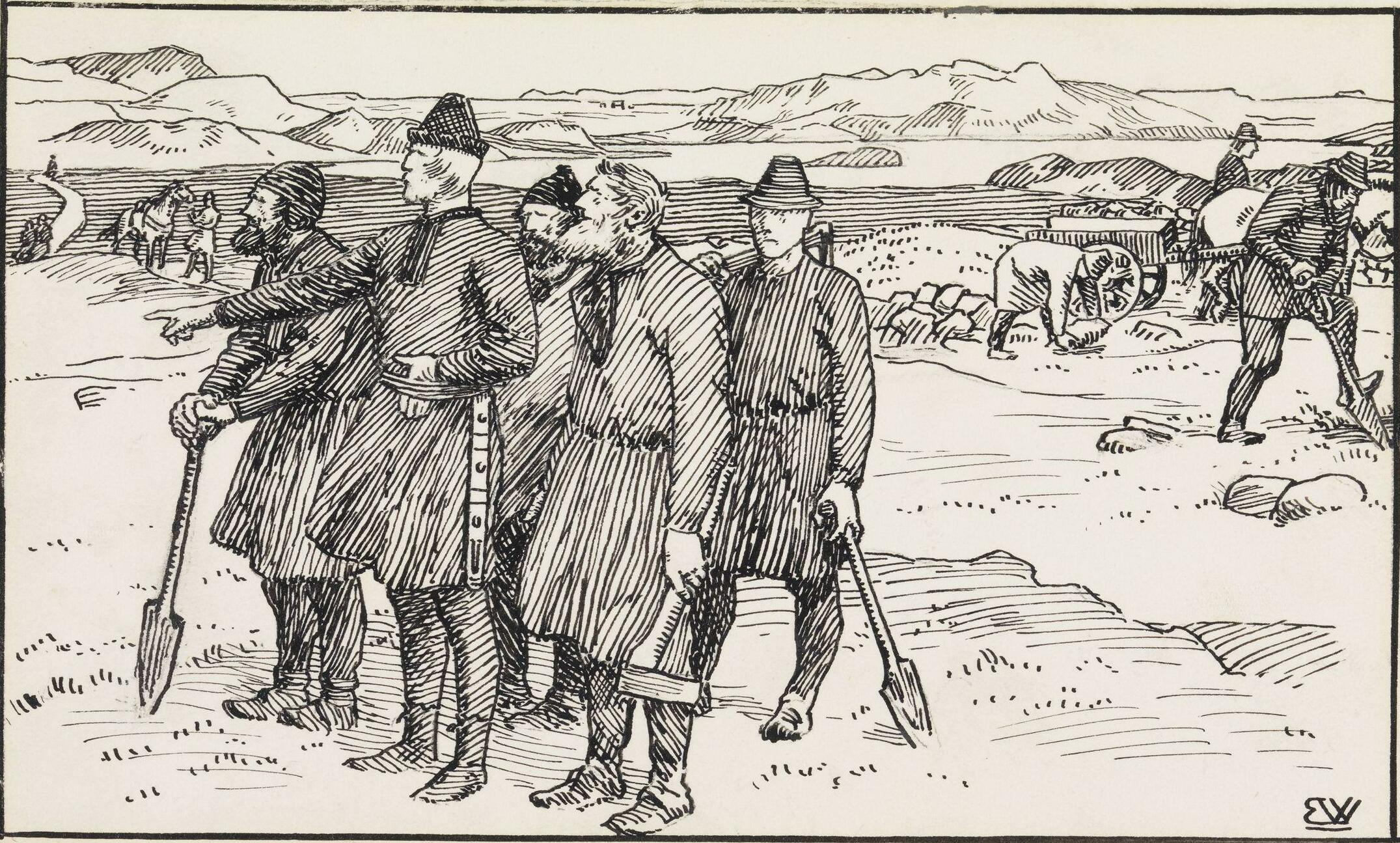
Ерлінг Скялґссон відправляє своїх траллів на денну роботу (Ерік Веренскілд, 1899)

## Етимологія
Слово «тралл» походить від давньоскандинавського þræll, що означає людина, яка перебуває в рабстві або кріпацтві. Давньоскандинавський термін був запозичений у пізню давньоанглійську мову як þræl. Термін походить від загальногерманського þragilaz («бігун», від кореня þreh- «бігти»). У давньоверхньонімецькій мові було споріднене слово dregil, що означає «слуга, бігун». Англійське похідне слово thraldom має середньовічний характер. Дієслово «захоплювати» має ранньомодерне походження (метафоричне використання з 1570-х років, буквальне використання з 1610 року).
Відповідний термін у давньоанглійській мові був þeow (від протогерманського þewaz, можливо, від протогерманського кореня tekʷ-, «бігти»). Споріднений староанглійський термін — esne «робітник, наймит» (від германського asniz, спорідненого з готичним asneis «наймит», похідне від asunz «винагорода», з того ж кореня, що й англійське earn).
Термін був запозичений в ірландську мову як thráill, де використовується як взаємозамінне зі sclábhaí що є когнатом англійського слова slave (також є спірним питанням щодо слова).
Тралл був відомий під схожими словами в інших давніх мовах (давньоскан. þræll, ісл. þræll, фар. trælur, норв. trell, træl, дан. træl, швед. träl). Середньолатинський перекладення цього терміна в ранньому германському праві — servus.

## Раннє германське право

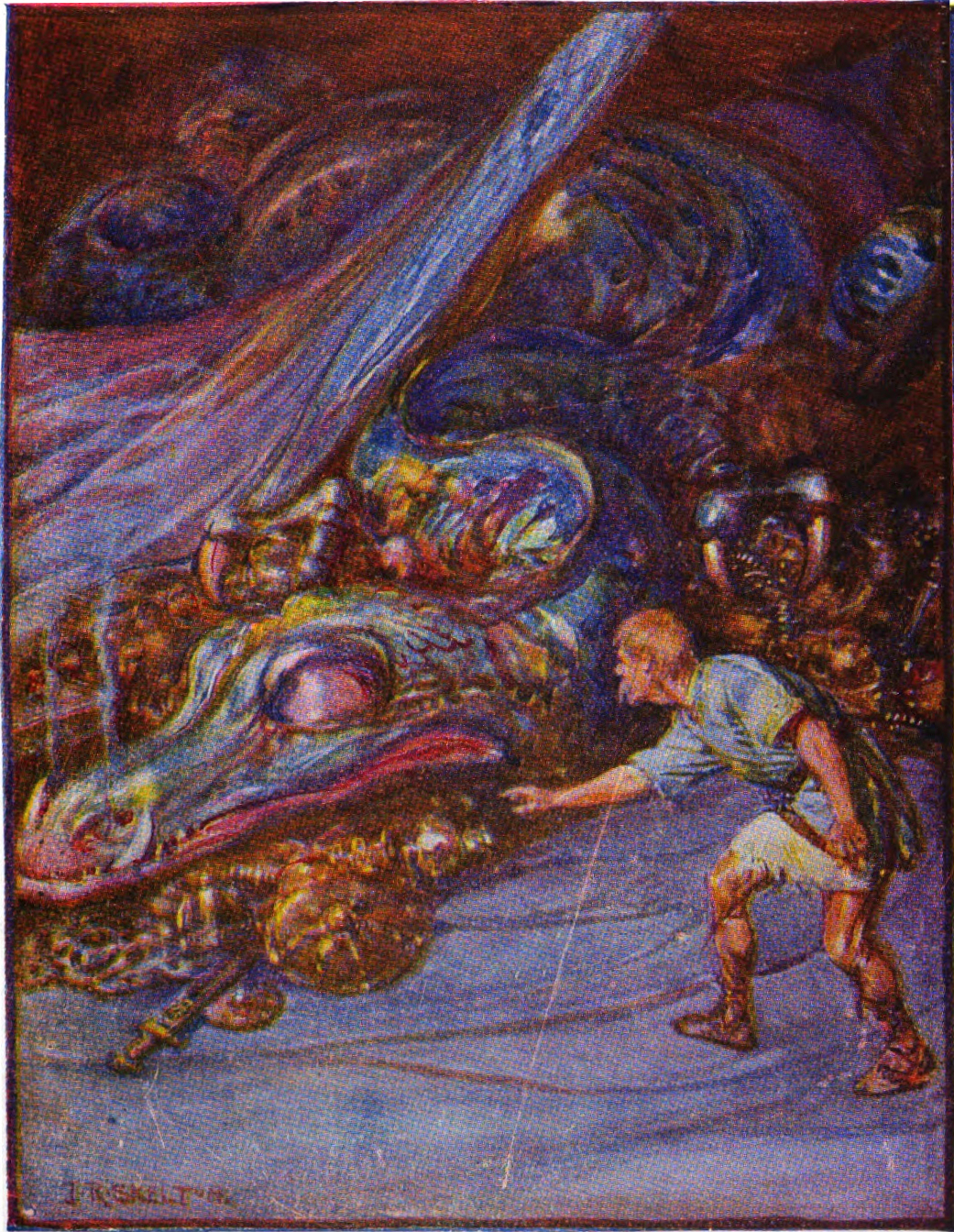
Тралл Беовульфа краде золотий кубок у дракона (Джозеф Реткліфф Скелтон, 1908)

Тралл представляє найнижчий трирівневий соціальний лад германських народів: шляхта, вільні люди та раби, у давньоскандинавській мові jarl, karl і þræll (пор. Rígsþula), у давньоанглійській мові відповідає eorl, ceorl і þēow, у старофризькій мові etheling friling, lēt тощо. Цей поділ має важливе значення в германських правових кодексах, які передбачають спеціальні положення для рабів, які були власністю та могли купуватися та продаватися, але за законом вони також користувалися певним ступенем захисту.
Смерть вільної людини компенсувалася вергельдом, який зазвичай розраховувався у 200 солідів (шилінгів) для вільної людини, тоді як смерть раба розглядалася як втрата майна для його власника та компенсувалася залежно від вартості робітника.

## Суспільство
Тралли були найнижчим класом робітників у скандинавському суспільстві. Це були європейці, які потрапили в рабство, будучи військовополоненими, потрапивши у борги або народившись у цьому стані через своїх батьків. Умови життя траллів у Скандинавії відрізнялися залежно від господаря. Торгівля рабами як здобиччю була ключовою частиною економіки вікінгів. За деякими оцінками, на одну сім'ю припадало до тридцяти рабів, проте більшість родин мали лише одного-двох рабів.
1043 року Халлвард Вебйорнссон, син місцевого шляхтича з округу Великий Лір, був убитий, коли намагався захистити рабиню від чоловіків, які звинуватили її в крадіжці. Церква рішуче схвалила його вчинок, визнала його мучеником і канонізувала як святого Халлварда, покровителя Осло.
Незважаючи на існування кастової системи, раби могли відчувати певну соціальну плинність. Вони могли бути звільнені своїми господарями в будь-який час, отримати свободу за заповітом або навіть купити власну свободу. Після звільнення невільник ставав «вільновідпущеником», або лейсінґі, членом проміжної групи між рабами і вільними людьми. Він все ще зобов'язаний був зберігати вірність своєму колишньому господареві і повинен був голосувати відповідно до волі свого колишнього господаря. Знадобилося щонайменше два покоління, щоб вільновідпущеники втратили вірність своїм колишнім господарям і стали повноправними вільними людьми. Якщо вільновідпущеник не мав нащадків, його колишній господар успадковував його землю та майно.
Хоча тралли і вільновідпущеники не мали великої економічної чи політичної влади в Скандинавії, за них все ж таки платили вергельд, або ціну людини: це був грошовий штраф за незаконне вбивство раба.
Епоха набігів вікінгів, що призводили до захоплення рабів, поступово почала закінчуватися в ХІ столітті. У наступні століття все більше невільників отримували свободу, або викуповуючи її, або з ініціативи своїх господарів, церкви чи світської влади.

## Додаткове читання
- Ben Raffield (2019) «The slave markets of the Viking world: comparative perspectives on an ‘invisible archaeology’.» Slavery & Abolition, 40:4, 682—705
- Thomas K. Heebøll-Holm (2020) «Piratical slave-raiding — the demise of a Viking practice in high medieval Denmark» Scandinavian Journal of History